# Station Saales
Station Saales is een spoorwegstation in de Franse gemeente Saales.